# بلیس کورنر (ماساچوست)
بلیس کورنر (به انگلیسی: Bliss Corner) یک منطقهٔ مسکونی در ایالات متحده آمریکا است که در شهرستان بریستول، ماساچوست واقع شده‌است. بلیس کورنر ۵٫۲ کیلومتر مربع مساحت و ۵٬۲۸۰ نفر جمعیت دارد و ۲۰ متر بالاتر از سطح دریا واقع شده‌است.